# رابرت تفت، جونیور
رابرت تفت، جونیور (به انگلیسی: Robert Taft, Jr.) سناتور سابق عضو حزب جمهوری‌خواه ایالات متحده آمریکا بود. وی در سال ۱۹۷۱ تا ۱۹۷۶ میلادی سناتور ایالت اوهایو در سنای ایالات متحده آمریکا بود.